# Ławnik (sądownictwo)
Ten artykuł należy dopracować:

przedstawiono sytuację tylko z polskiej perspektywy – artykuł powinien być przekrojowy.
Pomóż go poprawić. Na stronie dyskusji mogą znajdywać się pomocne komentarze.
Ławnik – niezawodowy członek składu orzekającego (sądu lub izby morskiej), stanowiący czynnik społeczny w wymiarze sprawiedliwości. Udział obywateli w sprawowaniu wymiaru sprawiedliwości został zagwarantowany w art. 182 Konstytucji.

## Prawa i obowiązki
W zakresie orzekania ławnik posiada większość prerogatyw sędziego: jest niezawisły, podlega tylko Konstytucji i ustawom, a jego głos w naradzie i głosowaniu nad wyrokiem ma taką samą wagę jak głos sędziego zawodowego. Ławnik nie może jednakże przewodniczyć rozprawie, a ponadto nie musi uzasadniać zdania odrębnego, jeżeli takie złożył. Zabronione jest bycie ławnikiem w więcej niż jednym organie jednocześnie.

## Zakres spraw
Ustawa z 15 marca 2007 ograniczyła udział ławników w większości spraw karnych i rodzinnych oraz części spraw z zakresu prawa pracy.
W sprawach cywilnych dwaj ławnicy pod przewodnictwem zawodowego sędziego w postępowaniu procesowym rozpoznają w I instancji następujące sprawy z zakresu prawa pracy:
- o ustalenie istnienia, nawiązania lub wygaśnięcia stosunku pracy, o uznanie bezskuteczności wypowiedzenia stosunku pracy, o przywrócenie do pracy i przywrócenie poprzednich warunków pracy lub płacy oraz łącznie z nimi dochodzone roszczenia i o odszkodowanie w przypadku nieuzasadnionego lub naruszającego przepisy wypowiedzenia oraz rozwiązania stosunku pracy;
- o naruszenia zasady równego traktowania w zatrudnieniu i o roszczenia z tym związane;
- o odszkodowanie lub zadośćuczynienie w wyniku stosowania mobbingu;

oraz następujące sprawy ze stosunków rodzinnych
- o rozwód;
- o separację;
- o ustalenie bezskuteczności uznania ojcostwa;
- o rozwiązanie przysposobienia[2].

Ponadto, w takim samym składzie w postępowaniu nieprocesowym sąd rozpoznaje w I instancji sprawy o przysposobienie.
W procesie karnym w sprawach o zbrodnie lub procesie lustracyjnym sąd w I instancji orzeka w składzie jednego sędziego i dwóch ławników, z wyjątkiem spraw o zbrodnie zagrożone karą dożywotniego pozbawienia wolności, w których sąd orzeka w składzie dwóch sędziów i trzech ławników. Ponadto ze względu na szczególną zawiłość sprawy lub jej wagę sąd pierwszej instancji może postanowić o jej rozpoznaniu w składzie trzech sędziów zamiast jednego sędziego i dwóch ławników. 
W Sądzie Najwyższym ławnicy uczestniczą również w rozpoznawaniu niektórych spraw dyscyplinarnych (w tym w przedmiocie odpowiedzialności zawodowej). Ponadto w Sądzie Najwyższym ławnicy uczestniczą w rozpoznawaniu skarg nadzwyczajnych
Izby morskie rozpoznają sprawy wypadków morskich na rozprawie, w pierwszej instancji – w składzie jednego sędziego oraz dwóch ławników, w drugiej instancji – w składzie jednego sędziego oraz czterech ławników. Rozprawie przewodniczy sędzia. Przewodniczący izby morskiej pierwszej i drugiej instancji może zwiększyć skład orzekający o dwóch ławników lub o jednego sędziego i jednego ławnika, jeżeli uzna to za wskazane ze względu na zawiły charakter sprawy. Poza rozprawą postanowienia wydaje sędzia bez udziału ławników, jeżeli ustawa nie stanowi inaczej.

## Samorząd ławniczy
Ławnicy w sądach powszechnych, Sądzie Najwyższym i izbach morskich (natomiast nie w sądach wojskowych) wybierają ze swego grona radę ławniczą, jej przewodniczącego i zastępców. Do zadań rady należy w szczególności podnoszenie poziomu pracy ławników i ich reprezentowanie oraz pobudzanie działalności wychowawczej ławników w społeczeństwie.

## Ławnicy w poszczególnych rodzajach sądownictwa

### Sądy powszechne
Ławnicy do sądów powszechnych wybierani są w głosowaniu tajnym przez rady gmin spośród kandydatów zgłoszonych przez Prezesa sądu, zakłady pracy, stowarzyszenia, związki zawodowe, organizacje społeczne i zawodowe, zarejestrowane na podstawie przepisów prawa (z wyłączeniem partii politycznych), oraz co najmniej 50 obywateli stale mieszkających na danym terenie (tj. obszarze objętym właściwością danego sądu) i mających czynne prawo wyborcze. Ławników wybiera się do sądów rejonowych i okręgowych (ale nie apelacyjnych). Kadencja ławnika wynosi cztery lata kalendarzowe następujące po roku, w którym dokonano wyboru.
Pracodawca zatrudniający ławnika jest obowiązany zwolnić go od pracy na czas wykonywania czynności w sądzie. Za czas zwolnienia od pracy ławnik zachowuje prawo do świadczeń wynikających ze stosunku pracy, z wyjątkiem prawa do wynagrodzenia. Ławnik otrzymuje na koszt Skarbu Państwa rekompensatę pieniężną za czas wykonywania czynności w sądzie w wysokości ustalonej ustawowo, w razie zamieszkania poza siedzibą sądu przysługuje mu dieta oraz zwrot kosztów przejazdu i noclegu według zasad ustalonych w tym zakresie dla sędziów.
Ławnikiem w sądzie powszechnym może zostać osoba:
- posiadająca obywatelstwo polskie i korzystająca z pełni praw cywilnych i obywatelskich;
- która ukończyła 30 lat, a nie przekroczyła 70 lat[7][8];
- posiadająca co najmniej średnie wykształcenie;
- odznaczająca się nieskazitelnym charakterem;
- zamieszkała lub zatrudniona w miejscu kandydowania co najmniej od roku;
- której stan zdrowia pozwala na pełnienie funkcji ławnika.

Ławnikami nie mogą być:
- osoby zatrudnione w sądach powszechnych i innych sądach oraz w prokuraturze;
- osoby wchodzące w skład organów, od których orzeczenia można żądać skierowania sprawy na drogę postępowania sądowego;
- funkcjonariusze Policji oraz inne osoby zajmujące stanowiska związane ze ściganiem przestępstw i wykroczeń;
- adwokaci i aplikanci adwokaccy;
- radcy prawni i aplikanci radcowscy;
- duchowni;
- żołnierze w czynnej służbie wojskowej;
- funkcjonariusze Służby Więziennej;
- radni gminy, powiatu i województwa.

Do orzekania w sprawach z zakresu prawa pracy ławnikiem powinna być wybrana osoba wykazująca szczególną znajomość spraw pracowniczych.

### Sądy wojskowe
Ławników do sądów wojskowych wybiera się większością głosów na zebraniach żołnierzy jednostek wojskowych, stacjonujących na obszarze właściwości poszczególnych sądów wojskowych, spośród kandydatów zgłoszonych na zebraniu, w liczbie ustalonej przez prezesa sądu. Ławników wybiera się do wojskowych sądów okręgowych (ale nie garnizonowych). Kadencja ławnika trwa 3 lata. Ławników będących żołnierzami pełniącymi zasadniczą służbę wojskową wybiera się na okres odbywania tej służby.
Ławnikiem w sądzie wojskowym, zwanym dalej, może być tylko żołnierz w czynnej służbie wojskowej, który:
- ukończył 18 lat i korzysta z praw cywilnych i obywatelskich;
- jest nieskazitelnego charakteru oraz wyróżnia się w wykonywaniu zadań służbowych i przestrzeganiu dyscypliny wojskowej.

W przypadkach określonych w ustawie może być nim również ławnik sądu powszechnego.
Ławnikiem w sądzie wojskowym nie mogą być:
- żołnierz, który pełni służbę w sądzie wojskowym, w wojskowej jednostce organizacyjnej prokuratury lub w żandarmerii wojskowej;
- radcy prawni i aplikanci radcowscy;
- duchowni[9].

### Sąd Najwyższy
Od 2018 r. ławnicy działają też w Sądzie Najwyższym. Są oni wybierani przez Senat na 4-letnią kadencję w liczbie ustalonej przez Kolegium Sądu Najwyższego. W pozostałym zakresie stosuje się do nich co do zasady przepisy dotyczące ławników w sądach powszechnych.

### Izby morskie
Ławników izb morskich powołuje na okres lat trzech minister właściwy do spraw gospodarki morskiej spośród osób posiadających wysokie kwalifikacje zawodowe i praktykę w zakresie zagadnień występujących w sprawach rozpoznawanych przez izby morskie. Minister właściwy do spraw gospodarki morskiej, na wniosek przewodniczącego izby morskiej, określa, w drodze zarządzenia, liczbę ławników dla izby z uwzględnieniem terytorialnego zakresu działania izby morskiej. W pozostałym zakresie stosuje się do nich co do zasady przepisy dotyczące ławników w sądach powszechnych.

## Podstawy prawne
- art. 182 Konstytucji Rzeczypospolitej Polskiej z dnia 2 kwietnia 1997 r. (Dz.U. z 1997 r. nr 78, poz. 483, ze zm.)
- dział IV rozdział 7 ustawy z dnia 27 lipca 2001 r. - Prawo o ustroju sądów powszechnych (Dz.U. z 2023 r. poz. 217)
- rozdział 8 oraz art. 70 ustawy z dnia 21 sierpnia 1997 r. - Prawo o ustroju sądów wojskowych (Dz.U. z 2022 r. poz. 2250)
- rozdział 6 ustawy z dnia 8 grudnia 2017 r. o Sądzie Najwyższym (Dz.U. z 2024 r. poz. 622)
- art. 47 Kodeksu postępowania cywilnego z 17 listopada 1964 (Dz.U. z 2021 r. poz. 1805, ze zm.)
- art. 28 Kodeksu postępowania karnego z dnia 6 czerwca 1997 r. (Dz.U. z 2022 r. poz. 1375)
- art. 7 oraz 12-14 ustawy z dnia 1 grudnia 1961 r. o izbach morskich (Dz.U. z 2020 r. poz. 159)
- Ławnicy w Internetowym Systemie Aktów Prawnych